# Politická a právní komise ústředního výboru Komunistické strany Číny
Politická a právní komise ústředního výboru Komunistické strany Číny (čínsky v českém přepisu Čung-kung čung-jang čeng-fa wej-jüan-chuej, pchin-jinem Zhōnggòng Zhōngyāng Zhèngfǎ Wěiyuánhuì, znaky zjednodušené 中共中央政法委员会) je složka aparátu ústředního výboru Komunistické strany Číny zodpovědná za politiku strany v oblasti práva a legislativy. S oddělením organizačním, jednotné fronty, propagandy a mezinárodním patří k nejvýznamnějším složkám centrálního stranického aparátu.
Předchůdcem komise byla právní komise zřízená roku 1956, a pak „politická a právní skupina“ (政法领导小组; Čeng-fa ling-tao siao-cu) založená roku 1958, jejímž úkolem byla koordinace bezpečnostních, vyšetřovacích a soudních orgánů. V letech kulturní revoluce přerušila činnost. Roku 1980 byla skupina reorganizována v komisi. V letech 1988–1990 se její status snížil opět na úroveň skupiny, v souvislosti s reformami směřujícími k oddělení státních a stranických struktur. Od roku 1990 funguje opět jako komise, s úkolem zajištění stability prostřednictvím dohledu nad veřejnou bezpečností a právním systémem. Po roce 2012, v rámci Si Ťin-pchingových reforem, je kladen důraz na právní stát a stabilitu.

## Předsedové politické a právní skupiny/komise ÚV
| Jméno                                  | Od                        | Do                        | Poznámky, další stranické a státní funkce (v době výkonu funkce) |
| Předseda právní komise ÚV              | Předseda právní komise ÚV | Předseda právní komise ÚV | Předseda právní komise ÚV |
| -------------------------------------- | ------------------------- | ------------------------- | --- |
| Pcheng Čen                             | červenec 1956             | červen 1958               | člen (7.) a (8.) politbyra a od září 1956 tajemník ÚV, první tajemník pekingského městského výboru KS Číny a starosta Pekingu, místopředseda Stálého výboru Všečínského shromáždění lidových zástupců, místopředseda celostátního výboru ČLPPS |
| Předseda politické a právní skupiny ÚV |                           |                           | |
| Pcheng Čen                             | červen 1958               | květen 1959               | člen (8.) politbyra a tajemník ÚV, první tajemník pekingského městského výboru KS Číny a starosta Pekingu, místopředseda Stálého výboru Všečínského shromáždění lidových zástupců, místopředseda celostátního výboru ČLPPS |
| Luo Žuej-čching                        | květen 1959               | prosinec 1960             | člen (8.) ÚV, místopředseda Státní rady, do září 1959 ministr veřejné bezpečnosti, od září 1959 náčelník generálního štábu ČLOA |
| Sie Fu-č’                              | prosinec 1960             | březen 1972 (zemřel)      | člen (8.) ÚV, od srpna 1966 kandidát (8.) politbyra, ministr veřejné bezpečnosti, od ledna 1965 místopředseda Státní rady, od března 1967 člen stálého výboru/pracovní skupiny/pracovní konference Ústřední vojenské komise KS Číny, od dubna 1967 předseda pekingského revolučního výboru, od 1971 první tajemník pekingského městského výboru KS Číny |
| Ťi Teng-kchuej                         | červen 1978               | leden 1980                | člen (11.) politbyra, místopředseda Státní rady |
| Tajemník politické a právní komise ÚV  |                           |                           | |
| Pcheng Čen                             | březen 1980               | květen 1983               | člen (11.) a (12.) politbyra, místopředseda Stálého výboru Všečínského shromáždění lidových zástupců |
| Čchen Pchi-sien                        | květen 1983               | červenec 1985             | tajemník ÚV, od června 1983 místopředseda Stálého výboru Všečínského shromáždění lidových zástupců |
| Čchiao Š’                              | červenec 1985             | květen 1988               | do září 1985 kandidát sekretariátu ÚV, od září 1985 tajemník ÚV, od září 1985 člen (12.) a (13.) politbyra a od listopadu 1987 i jeho stálého výboru |
| Předseda politické a právní skupiny ÚV |                           |                           | |
| Čchiao Š’                              | květen 1988               | březen 1990               | člen (13.) politbyra a jeho stálého výboru, tajemník ÚV |
| Tajemník politické a právní komise ÚV  |                           |                           | |
| Čchiao Š’                              | březen 1990               | listopad 1992             | člen (13.) politbyra a jeho stálého výboru , tajemník ÚV |
| Žen Ťien-sin                           | listopad 1992             | březen 1998               | do září 1997 tajemník ÚV, předseda Nejvyššího lidového soudu ČLR |
| Luo Kan                                | březen 1998               | říjen 2007                | člen (15.) a (16.) politbyra a od listopadu 2002 člen stálého výboru politbyra, do listopadu 2002 tajemník ÚV, do března 2003 státní poradce Státní rady |
| Čou Jung-kchang                        | říjen 2007                | listopad 2012             | člen (17.) politbyra a jeho stálého výboru |
| Meng Ťien-ču                           | listopad 2012             | listopad 2017             | člen (18.) politbyra |
| Kuo Šeng-kchun                         | listopad 2017             | říjen 2022                | člen (19.) politbyra a tajemník ÚV |
| Čchen Wen-čching                       | říjen 2022                | v úřadu                   | člen (20.) politbyra a tajemník ÚV |